# جنيفر إيلدر
جنيفر إيلدر (بالإنجليزية: Jennifer Elder)‏ هي كاتِبة وكاتبة للأطفال أمريكية، ولدت في 1968.